# Jadwiga Kowalczuk

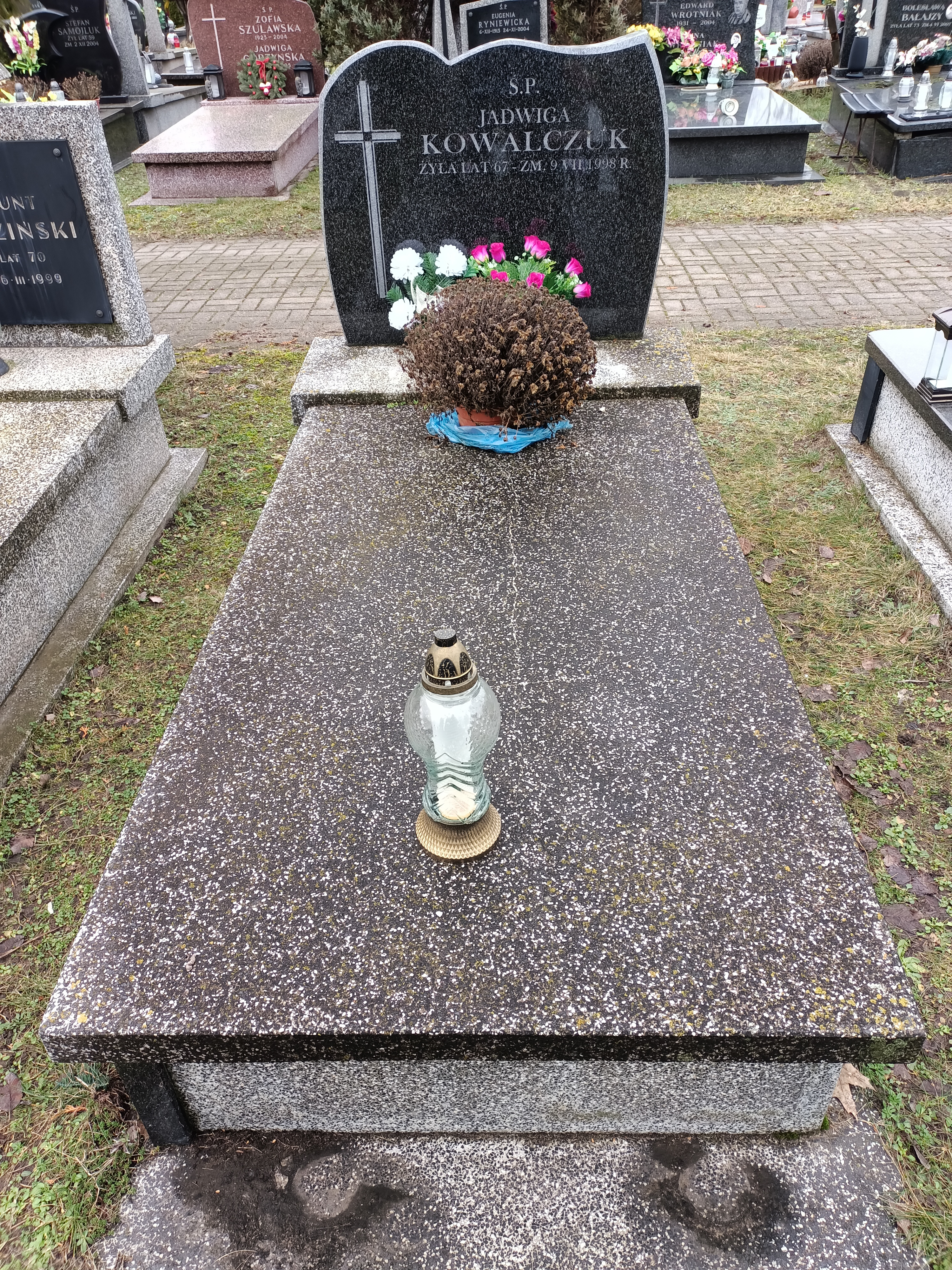
Grób Jadwigi Kowalczuk na cmentarzu Komunalnym Północnym w Warszawie

Jadwiga Józefa Konik-Klimaj-Kowalczuk (ur. 6 października 1931 w Krakowie, zm. 9 lipca 1998) – polska lekkoatletka miotaczka, wielokrotna mistrzyni Polski i olimpijka.

## Życiorys
Ukończyła Liceum Administracyjne w Krakowie, pracowała jako urzędniczka.
Specjalizowała się w pchnięciu kulą, ale znaczące sukcesy odnosiła również w rzucie dyskiem i rzucie oszczepem.
Startowała na igrzyskach olimpijskich w 1960 w Rzymie, gdzie zajęła 10. miejsce w finale pchnięcia kulą. Na Akademickich Mistrzostwach Świata (UIE) w 1951 w Berlinie zajęła 5. miejsce w rzucie oszczepem i 6. miejsca w pchnięciu kulą i rzucie dyskiem, a na Międzynarodowych Igrzyskach Sportowej Młodzieży w 1957 w Moskwie – 7. miejsce w pchnięciu kulą.
Była mistrzynią Polski w pchnięciu kulą w 1953, 1954, 1956, 1957, 1958, 1961 i 1963, w rzucie dyskiem w 1950, 1953 i 1956 oraz w rzucie oszczepem w 1951. Zdobyła wicemistrzostwo Polski w pchnięciu kulą w 1949, 1950, 1951, 1959, 1960, 1962 i 1964 oraz w rzucie dyskiem w 1949 i 1951. Była również halową mistrzynią Polski w pchnięciu kulą i rzucie dyskiem w 1954.
Ośmiokrotnie poprawiała rekord Polski w pchnięciu kulą do wyniki 15,44 m (16 czerwca 1963 w Bydgoszczy).
W latach 1949–1963 startowała w trzydziestu dwóch meczach reprezentacji Polski (43 starty), odnosząc 10 zwycięstw indywidualnych.
Rekordy życiowe:
- pchnięcie kulą – 15,44 (16 czerwca 1963, Bydgoszcz)[6]
- rzut dyskiem – 48,01 (21 lipca 1959, Warszawa)[7]
- rzut oszczepem – 42,70 (7 czerwca 1959, Skarżysko-Kamienna)

Była zawodniczką klubów: HKS Kraków (1947-1948), Kolejarz Kraków (1949-1954), Wawel Kraków (1956-1961) i Gwardia Warszawa (1962-1968).
Jest pochowana na cmentarzu komunalnym Północnym w Warszawie (Kwatera: S-IV-15, rząd:9, grób:14)